# تشارلي تشارلز
تشارلي تشارلز (بالإيطالية: Charlie Charles)‏ هو منتج أسطوانات إيطالي، ولد في 24 مارس 1994 في سيتيمو ميلانيز في إيطاليا.

## وصلات خارجية
- تشارلي تشارلز على موقع ميوزك برينز (الإنجليزية)
- تشارلي تشارلز على موقع أول ميوزيك (الإنجليزية)
- تشارلي تشارلز على موقع أول ميوزيك (الإنجليزية)
- تشارلي تشارلز على موقع ديسكوغز (الإنجليزية)